# Cheval en Islande
Le cheval en Islande (islandais : hestur) se confond avec le cheval islandais, qui constitue la seule race de chevaux élevée sur cette île, sans croisement depuis plus de mille ans. L'Islande interdit en effet toute importation de chevaux depuis le Xe siècle. Les pratiques équestres locales se partagent entre le travail, l'équitation de loisir, le secteur du tourisme équestre et la production de viande. Le tourisme équestre s'est fortement développé au début du XXIe siècle, en réaction à la crise financière de 2008.
Le cheval fait partie intégrante de la culture islandaise, caractérisée par sa race locale et par la pratique de l'équitation islandaise.

## Histoire

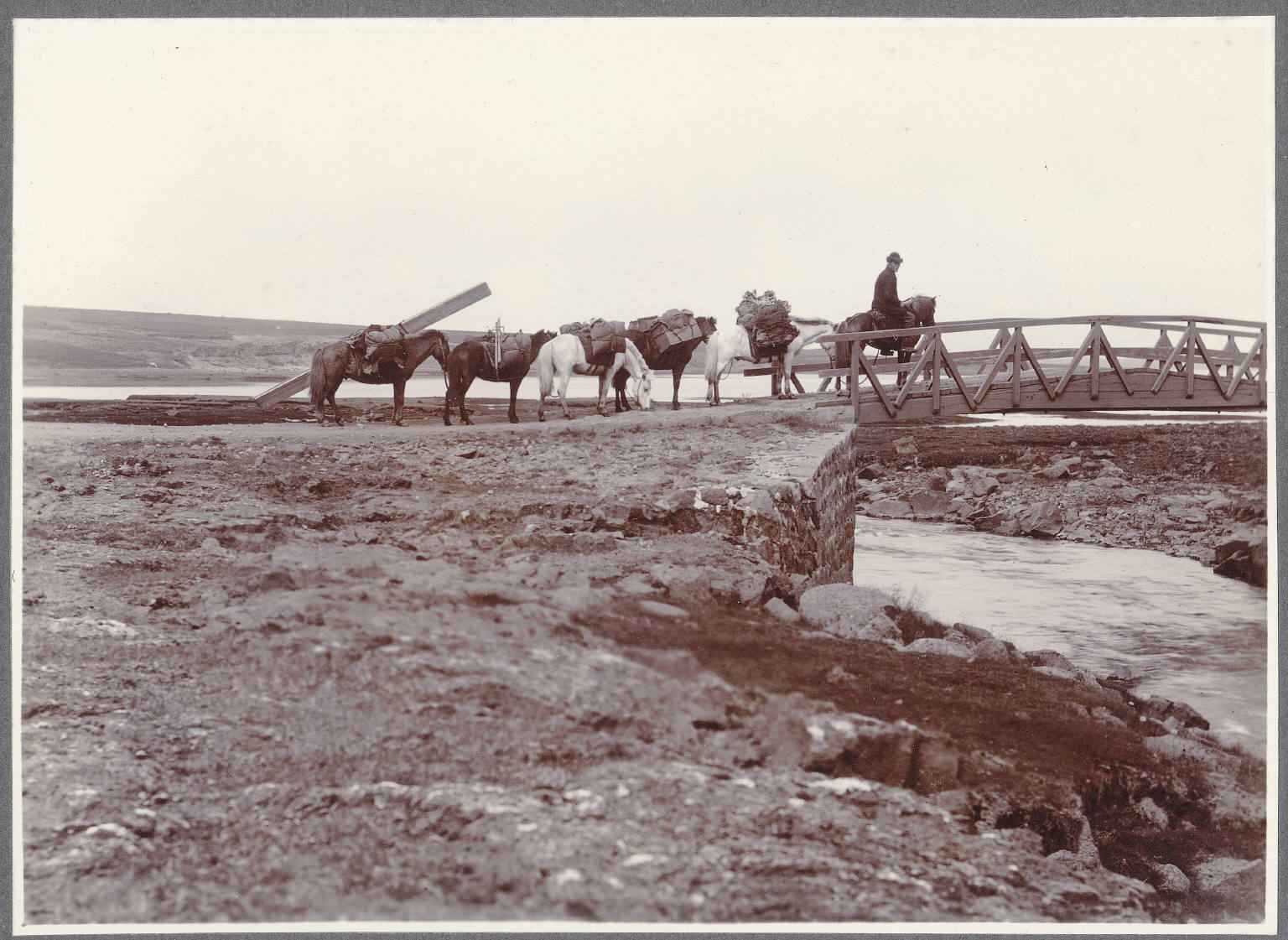
Transport par chevaux de bât en Islande, vers 1900.

Les premiers chevaux ont probablement été amenés en Islande par bateau grâce aux Vikings, entre 860 et 935, l'île n'ayant jamais eu de poney indigène. Les colons scandinaves ont été suivis par des immigrants de colonies du nord de l'Irlande, de l'île de Man et des îles de l'ouest de l'Écosse. Ces colons tardifs ont apporté avec eux de petits chevaux, qui sont les ancêtres des poneys Shetland, Highland et Connemara, croisés avec les chevaux nordiques.
D'après Elwyn Hartley Edwards, des tentatives d'introduction du cheval oriental donnent de mauvais résultats sur le cheptel islandais, si bien qu'en 982, l'Althing vote des lois interdisant l'importation de chevaux en Islande, ce qui met fin aux croisements. Les chevaux d'Islande sont donc élevés en race pure depuis plus d'un millénaire,.
En 2011, l'Islande est officiellement reconnue comme le pays d'origine du cheval islandais.
Alors que la littérature scientifique est rare concernant le tourisme équestre, l'Islande représente une exception, un grand nombre d'études ayant été publiées à ce sujet.

### Combats d'étalons
La littérature et les écrits officiels de l'État libre islandais (930 à 1262) décrivent la pratique des combats d'étalons, qui permet d'entraîner et de choisir les meilleurs reproducteurs. Les combats d'étalons forment une part importante de la culture islandaise. Les rixes entre spectateurs, tant verbales que physiques, sont alors monnaie courante. Les conflits durant ces événements donnent une chance aux rivaux de renforcer leur image publique au détriment de celle de leurs ennemis, et peuvent entraîner d'importantes répercussions sociales et politiques, allant parfois jusqu'à la restructuration des alliances politiques. Cependant, les conflits personnels ne sont pas tous sérieux, et les combats d'étalons donnent une occasion de se confronter tant avec des amis que des ennemis sans grave conséquence. C'est également l'occasion pour les jeunes gens de se faire la cour.

## Pratiques et usages

Panneau de signalisation routière islandais indiquant la présence de chevaux.

Le mot islandais hestamennska désigne les relations entre l'homme et le cheval. Comme dans de nombreux autres pays, l'équitation de loisir est devenue prédominante en Islande. Les activités équestres figurent parmi les principaux secteurs économiques du pays, ainsi que parmi les principaux loisirs des Islandais. Une attention particulière est portée aux jeunes cavaliers par les associations équestres locales.
En 2008, environ 20 000 Islandais sur les 320 000 habitants du pays sont des cavaliers réguliers.

### Hippophagie
Les Islandais ont toujours été hippophages par tradition : l'île n'a jamais été touchée par l'interdiction papale de consommer la viande de cheval, prononcée par le pape Grégoire III en 732 et son successeur Zacharie. Le pape avait d'abord exigé des populations locales devenues chrétiennes qu'elles abandonnent cette pratique assimilée au paganisme, avant de revenir sur cette exigence et de tolérer l'hippophagie.
L'île est en effet peu apte à l'agriculture en raison de son climat, seul l'élevage permettant d'assurer une subsistance, ce qui entraîne une forte dépendance économique de l'Islande aux importations de denrées alimentaires.
Bien que l'Islande fasse partie des cinquante pays qui abattent le plus de chevaux pour la viande, le volume est relativement faible, représentant (en 2015) 0,1 % du total des chevaux abattus dans le monde chaque année. Le trajet jusqu'à l'abattoir est généralement assez court, mais les chevaux abattus peuvent présenter des blessures.
Les touristes nord-américains qui visitent l'Islande sont souvent surpris d'y découvrir l'hippophagie.

### Tourisme équestre

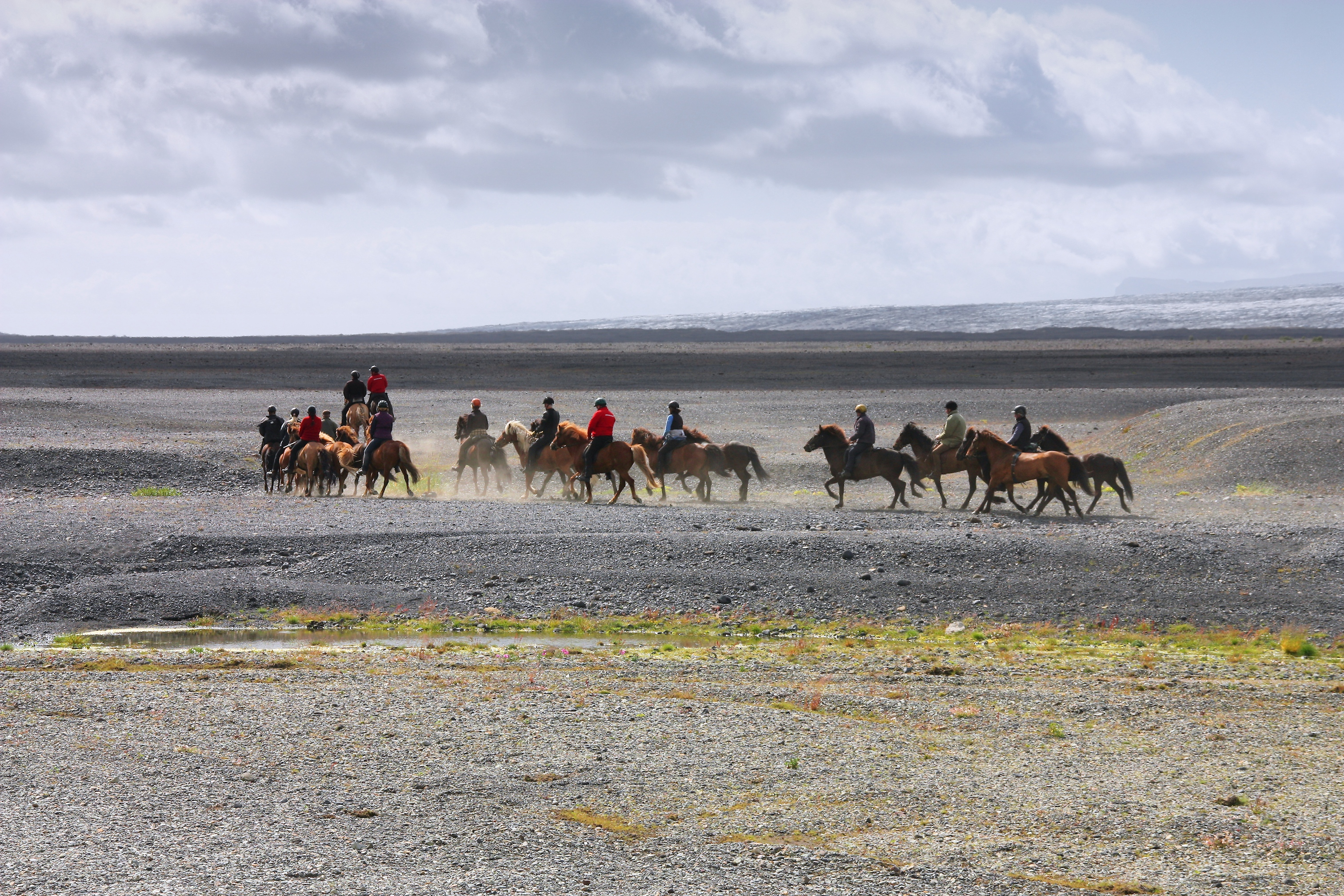
Tourisme équestre monté au parc national de Skaftafell en islande.

Le tourisme équestre fait partie intégrante de la culture islandaise,,. Son développement s'est accéléré après la crise financière de 2008, afin de diminuer la dépendance de l'économie islandaise aux ventes des produits de la pêche et de l'élevage ; cela a conduit de nombreuses fermes à expérimenter une offre de tourisme rural. Par la suite, l'offre touristique est devenue dominante dans un certain nombre de ces fermes, notamment grâce aux revenus offerts par cette activité, supérieurs à ceux de la vente de produits d'élevage. Bon nombre d'éleveurs islandais vivent du tourisme en saison et pratiquent l'équitation pour eux-mêmes durant le reste de l'année.
Le cheval représente une part importante de l'activité économique du pays, puisque 15 % des touristes non-islandais en hors-saison et 18 % en saison pratiquent l'équitation (en 2008). Durant la saison, en juillet et en août, des groupes d'une dizaine de cavaliers voyagent à travers l'île, avec trois à cinq chevaux par personne : cela signifie que de grands groupes de chevaux libres, généralement 30 à 40, accompagnent ces groupes de cavaliers. Des cavaliers locaux confirmés gèrent le groupe de chevaux libres. Un voyage typique dure environ 40 km. Ainsi, en ce qui concerne par exemple les touristes allemands, leur motivation première est le contact avec la nature, suivie par la découverte de la culture locale. La reconnaissance de l'Islande comme terre d'origine du cheval islandais fournit vraisemblablement une motivation à ces touristes, curieux de découvrir la terre d'origine de cette race de chevaux présente en Allemagne.
Dans le cadre de cette activité, le cheval islandais et les spécificités des pratiques équestres locales sont mis en avant afin de promouvoir le pays en tant que destination touristique,. En particulier, de nombreuses informations relatives aux particularités de cette race de chevaux sont fournies aux touristes non-islandais, qui les retiennent au moins en partie. La communication touristique s'appuie entre autres sur la notion de « pureté », en référence à l'absence de croisement chez le cheval islandais et à l'environnement de l'Islande elle-même. Le mode de vie naturel des chevaux est associé à des vacances idéales, faites de galopades libres en pleine nature. Cependant, la traversée d'espaces naturels par de grands groupes de chevaux, montés ou non, entraîne des dégâts environnementaux par piétinement, notamment sur la flore, et aggrave l'érosion.
Les touristes équestres en Islande sont généralement très réticents à se définir eux-mêmes comme « touristes », et préfèrent se définir comme « voyageurs ».
La sécurité représente un aspect important, les organisateurs devant par exemple systématiquement fournir un casque aux cavaliers de tourisme, dont le niveau d'équitation peut être très disparate.

## Élevage
En 2017, selon l'ouvrage Equine Science, le cheptel chevalin islandais est estimé à 76 709 têtes, ce qui représenterait 0,13 % de la population chevaline mondiale. Tout cheval exporté d'Islande ne peut plus jamais revenir dans ce pays.

### Races élevées
La base de données DAD-IS ne recense qu'une seule race de chevaux élevée en Islande, l'Islandais. Cette race est caractérisée par ses allures, au nombre de cinq, et par sa grande variété de couleurs de robe.
Le mode d'élevage local de l'Islandais diffère de celui d'autres pays européens. Le poulain né en Islande passe en effet ses premières années en liberté au sein de son groupe de naissance, apprenant les codes sociaux de son espèce et pâturant sur la végétation naturelle. Le débourrage n'intervient qu'à l'âge de quatre ans.

### Maladies et parasitisme
Une loi de 982 a instauré l'interdiction de retour d'un cheval islandais exporté, ceci pour protéger le cheptel local des maladies d'origine extérieure et, plus tard, pour préserver l'intégrité génétique de la race. De plus, aucune importation de matériel équestre (selles, brides, etc.) n'est tolérée. 
Les cavaliers arrivant en Islande avec leur tenue de monte sont priés de la désinfecter.
Certains chevaux islandais ont été contaminés par la listériose, notamment en 1991, 1993 et 1997.

## Dans la culture
La place du cheval est prépondérante dans la culture islandaise, que ce soit dans la littérature, les arts visuels ou les traditions, en particulier celle du voyage équestre.
Les premières populations scandinaves ont probablement vénéré le cheval comme un symbole de fertilité. Un cheval blanc était abattu lors des festins et cérémonies sacrificiels ; ces croyances ont perduré lors de la colonisation de l'Islande. La mythologie nordique accorde une place d'honneur au cheval, notamment avec la figure majeure de Sleipnir, le cheval à huit jambes d'Odin.
Les chevaux ont également un rôle clef dans les sagas des Islandais, comme celles de Hrafnkell, Njáll le Brûlé et Grettis ; écrites au XIIIe siècle, ces trois sagas commencent au IXe siècle. Cette littérature a toujours de l'influence. De nombreux centres équestres islandais portent des noms issus de la mythologie ou des sagas.
La littérature poétique plus récente, des XIXe et XXe siècles, met souvent l'accent sur la sensation de vitesse et de liberté ressentie à cheval.
La confrontation avec d'autres cultures équestres, par exemple dans le cas d'une cavalière allemande dressant son cheval islandais aux allures relevées, est globalement mal vécue en Islande. La Pr en tourisme Guðrún Helgadóttir postule à ce titre l'existence d'une école islandaise d'équitation, au même titre qu'existent l'équitation de tradition française, l'école espagnole ou la monte western. Les Islandais considèrent leurs pratiques équestres comme une tradition à préserver,.
Tous les deux ans se déroule le plus important évènement culturel équestre d'Islande, combinant élevage et sport : le Landsmót,.